# Devawongse Varoprakar
Devawongse Varoprakar (ur. 27 listopada 1858 w Bangkoku, zm. 28 czerwca 1923 tamże) – tajski (syjamski) książę i polityk.

## Życiorys
Był synem Mongkuta, czwartego władcy z dynastii Chakri oraz bratem króla Chulalongkorna. Odebrał tradycyjne wykształcenie, przez kilka lat uczęszczał też do zorganizowanych wedle wzorców zachodnich szkół pałacowych. Swą karierę polityczną rozpoczął jako królewski sekretarz, był też zatrudniony na dworze jako ochroniarz i specjalista od rachunkowości. Wykazywał wcześnie zamiłowanie do spraw międzynarodowych. W 1885 mianowany został ministrem spraw zagranicznych Syjamu. Z podległego sobie ministerstwa uczynił sprawnie funkcjonujący aparat biurokratyczny, zorganizowany na sposób europejski. Syjamską dyplomacją kierował aż do śmierci.
Znany z ogromnej zręczności. Zdołał uchronić państwo przed ekspansją imperiów kolonialnych, przynajmniej w większości przypadków. Zmuszony został jedynie do znacznych koncesji terytorialnych na rzecz Francji w Laosie i w Kambodży (1893, 1904, 1907) oraz na rzecz Wielkiej Brytanii na Półwyspie Malajskim (1909). Sprzeciwiał się zawieraniu traktatów nierównoprawnych. Podkreślał, że rząd królestwa musi być traktowany jako równoprawny partner państw europejskich. Wspierany przez doradców z Belgii i Stanów Zjednoczonych, starał się o odebranie eksterytorialnego statusu przedstawicielstwom państw zachodnich w Syjamie. Udało się to osiągnąć już po jego śmierci. Uznaje się go za polityka, dzięki któremu Syjam przetrwał okres kolonialny jako niepodległe państwo.